# 기타다케산
기타다케산(일본어: 北岳)은 일본에서 후지 산에 이어 두 번째로 높은 산이다. 미나미알프스 국립공원의 아카이시산맥(남알프스), 야마나시현 미나미알프스시에 있다.

## 사진

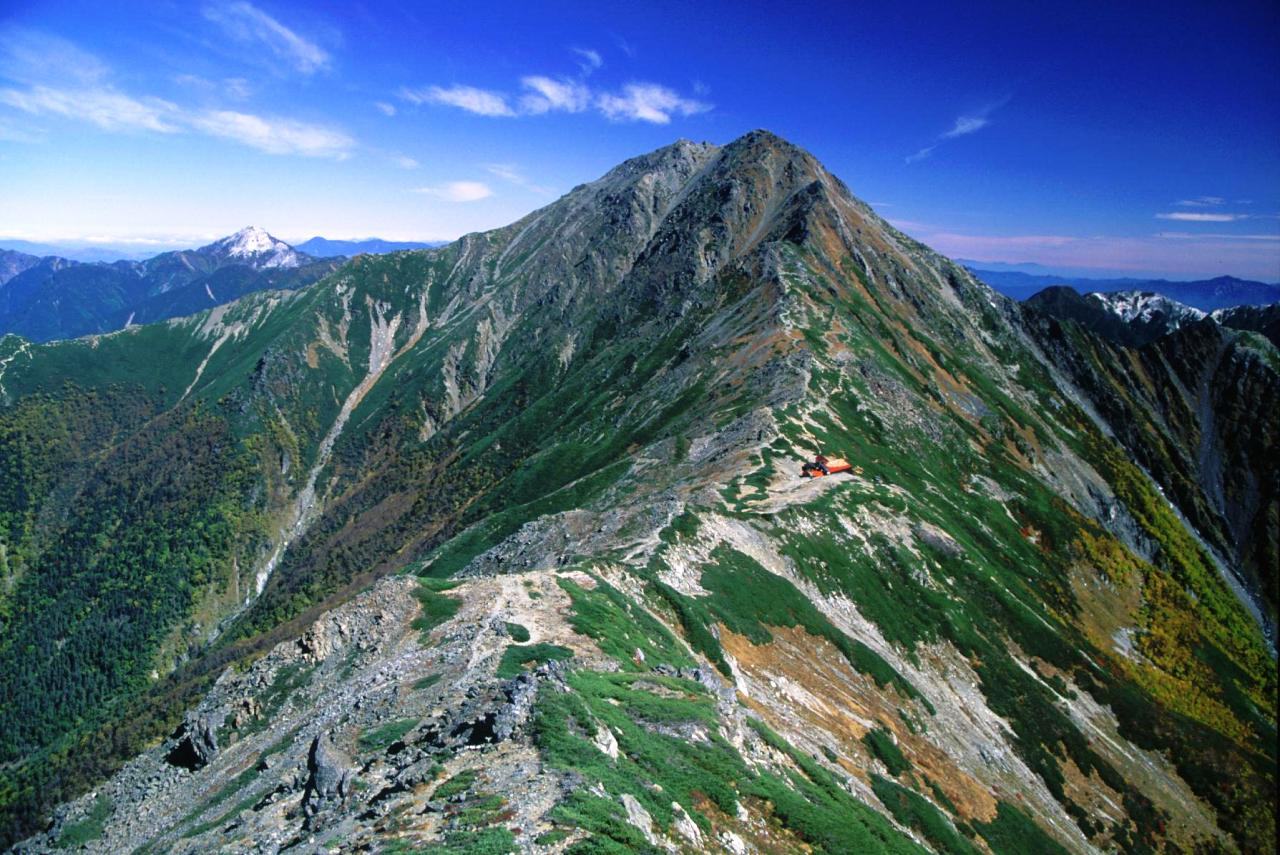
기타다케
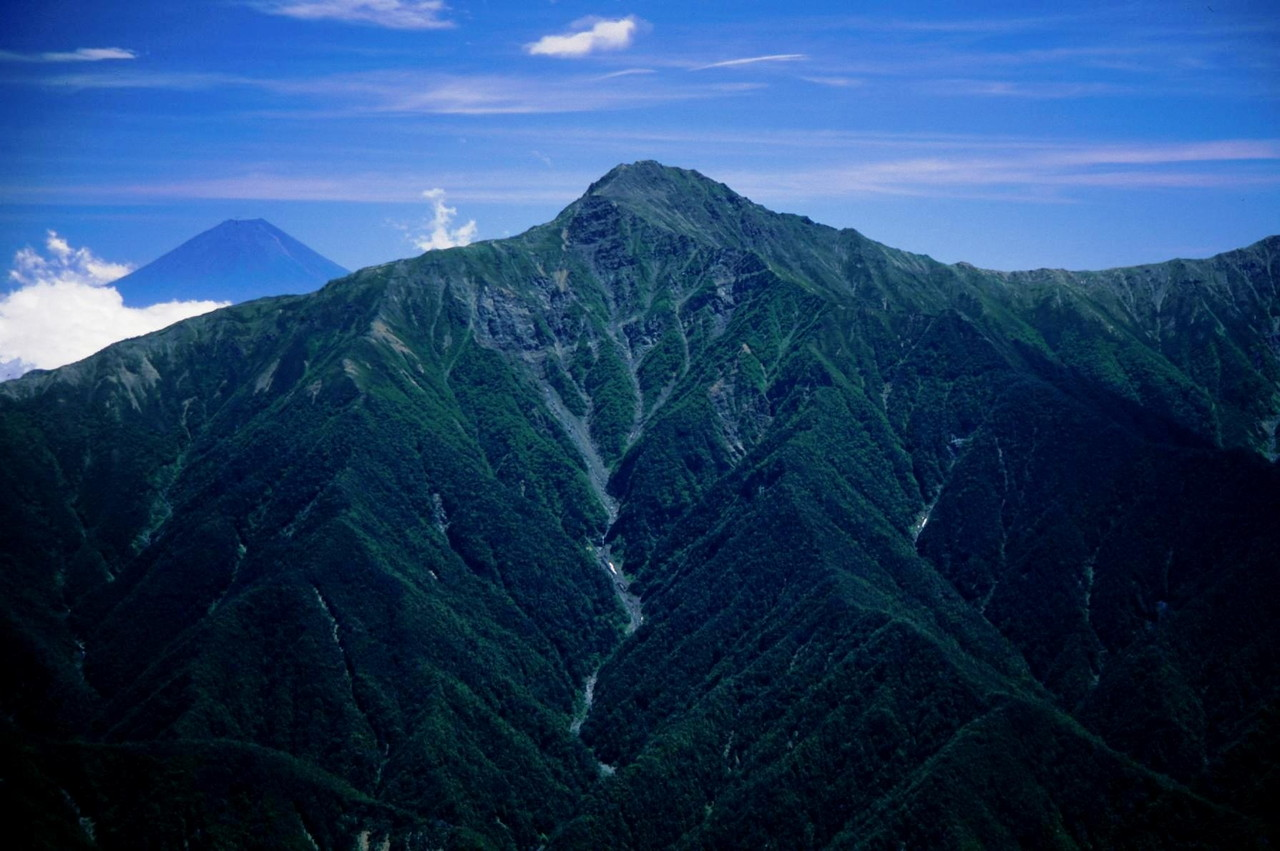
기타다케 와 후지산
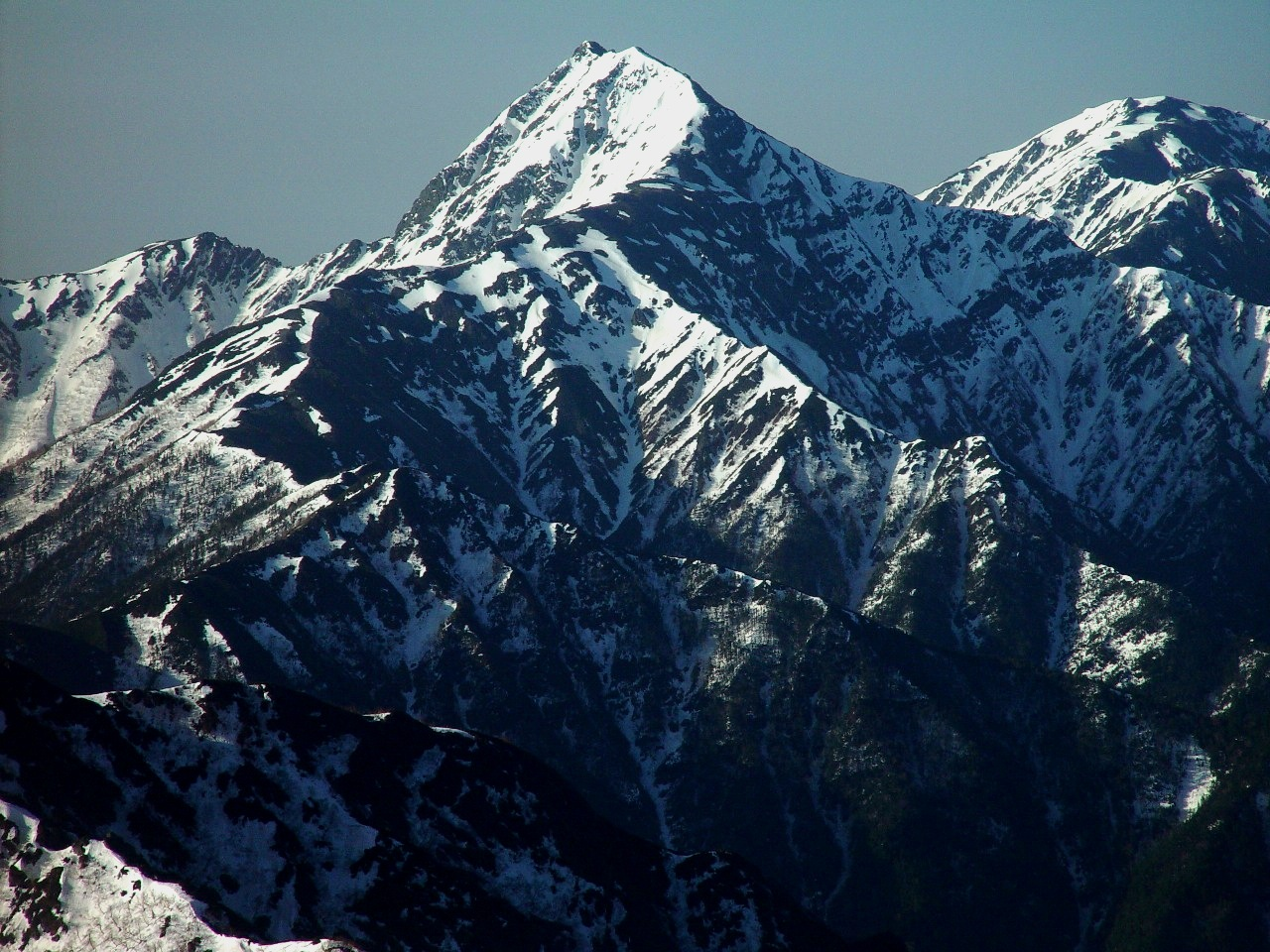
기타다케
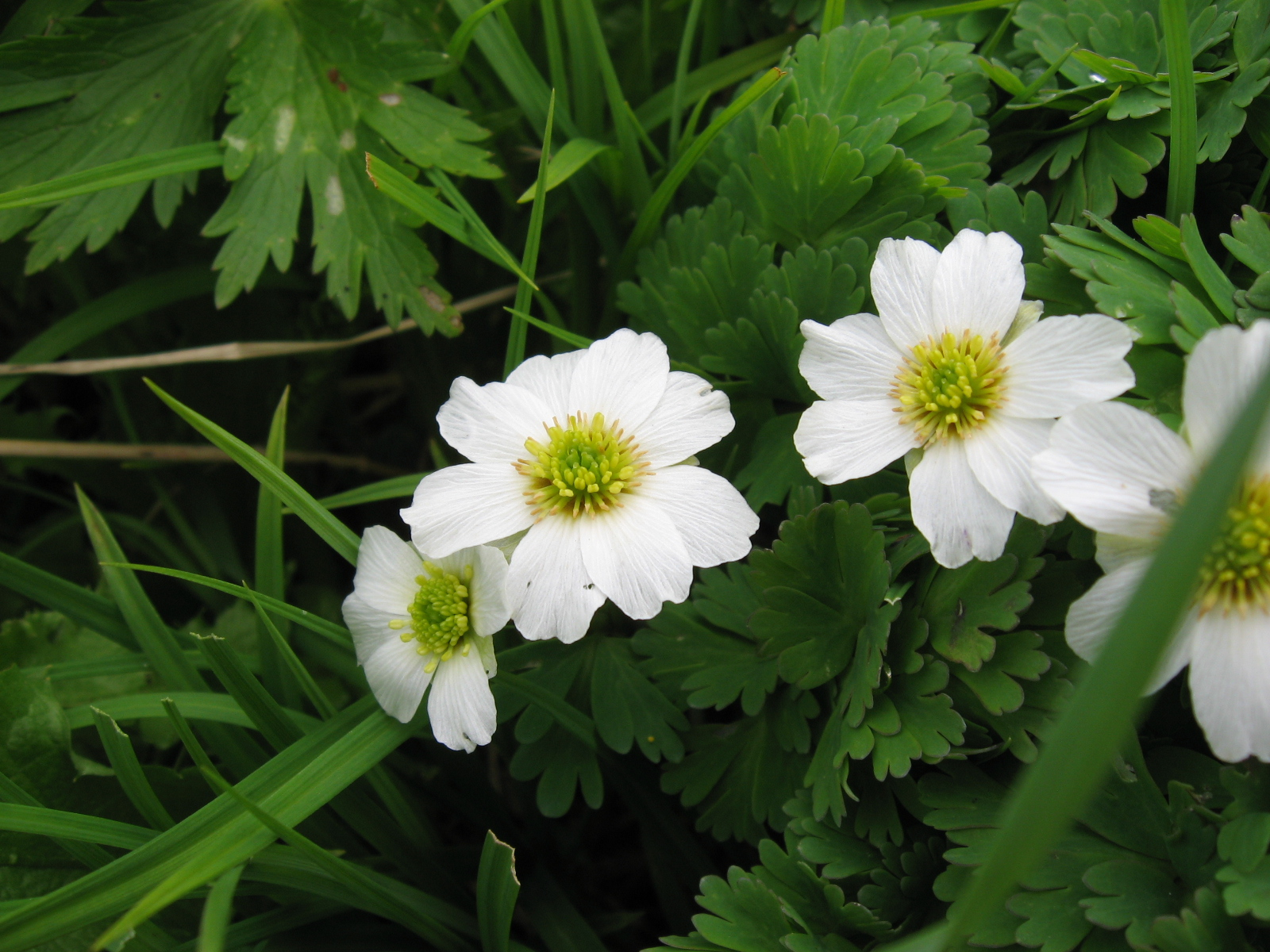
고산 식물

## 같이 보기
- 일본백명산
- 아카이시산맥